# Tinus arindamai
Tinus arindamai là một loài nhện trong họ Pisauridae.
Loài này thuộc chi Tinus. Tinus arindamai được Biswamoy Biswas & R. Roy miêu tả năm 2005.